# برنارد من شارتريس
برنارد من شارتريس (باللاتينية: Bernardus Carnotensis) هو فيلسوف
فرنسي في الأفلاطونية المحدثة وباحث وصاحب منصب.

## الحياة
لا يعرف تاريخ ولا مكان ولادة برنارد، وكان يعتقد أنه الأخ الأكبر لتييري من تشارترز وأنه من أصل بريتاني إلا أن الأبحاث أظهرت أن هذا غير مرجح.